# Formigó

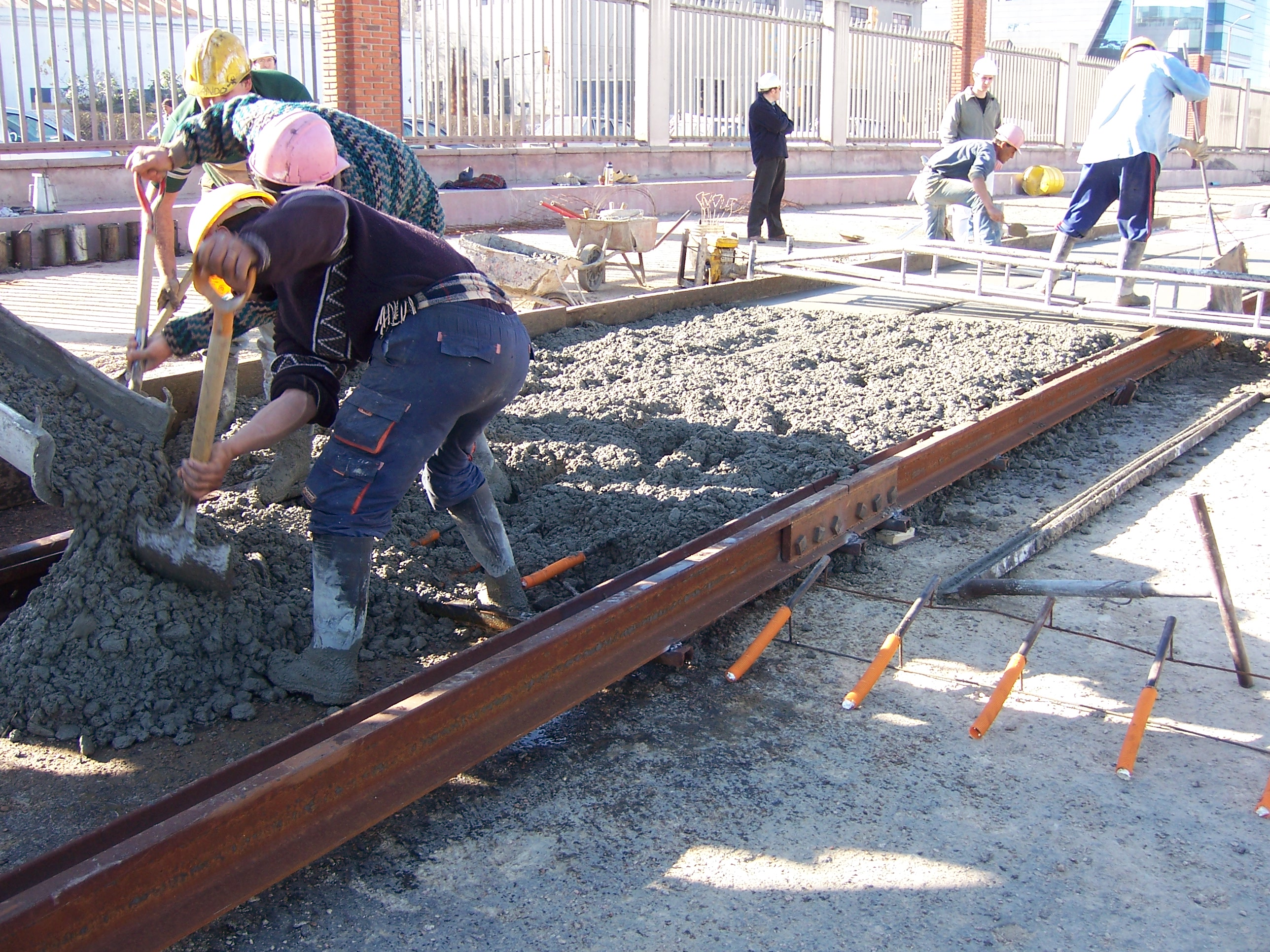
Formigonat

El formigó o pinyonada és el material de construcció resultant de la mescla de ciment (o un altre conglomerant) amb grava (pedrusca o àrids gruixuts), sorra (àrids fins) i aigua. La mescla de ciment amb sorra i aigua, anomenada morter, esdevé una pasta emmotllable amb propietats adherents, que en poques hores s'endureix i esdevé un material de consistència pètria. Existeixen formigons que es produeixen amb conglomerants que no són ciment, com el formigó asfàltic, que utilitza betum per a la mescla, o la calç.
El terme «formigó» procedeix de formicō, mot d'origen llatí que designava la qualitat «emmotllable» o de donar forma.
La principal característica estructural del formigó és que resisteix molt bé els esforços de compressió, però no té bon comportament davant d'altres tipus d'esforços (tracció, flexió o tallant). Per aquest motiu és habitual utilitzar-lo associat a l'acer, que resisteix bé els esforços de tracció, que es denomina aleshores formigó armat, i es comporta d'una manera molt bona davant tota mena de sol·licitacions. A més, el formigó protegeix l'acer contra l'oxidació. Per poder modificar algunes de les seves característiques es poden afegir additius, d'una gran varietat: colorants, acceleradors, retardadors d'enduriment, fluïdificants, impermeabilitzants, etc.
Quan es projecta una estructura de formigó armat s'estableixen les dimensions dels elements, el tipus de formigó, els additius, i l'acer que s'ha de col·locar en funció dels esforços que haurà de suportar i de les condicions ambientals a les quals es veurà exposat. S'utilitza en obres d'arquitectura i enginyeria, com són edificis, ponts, dics, ports, canals, túnels, etc. Fins i tot en les edificacions l'estructura de les quals es realitza amb acer, es fa servir formigó per a la fonamentació.

## Components

### Àrid
Els àrids que s'afegeixen a la mescla i que garanteixen tant la resistència com la durabilitat del formigó, no poden ser reactius amb el ciment, i es desaconsellen especialment quan contenen nòduls de guix, sulfurs oxidables i compostos de ferro. La mescla d'àrid gruixut (grava) i àrid fi (sorra) ha de fer-se en una proporció adequada i de compromís per a aconseguir alhora una barreja prou compacta (és a dir, amb pocs buits) i una massa de formigó prou mal·leable.

### Ciment
El ciment és un conglomerant hidràulic artificial de naturalesa inorgànica que endureix barrejat amb l'aigua. Els ciments més emprats per fer formigó són el ciment pòrtland i el ciment pòrtland amb addicions. El ciment aluminós es fa servir per a algunes situacions especials i amb restriccions importants, tot i que en bona part del segle xx es va fer servir força en biguetes prefabricades. El ciment natural lent, avui totalment en desús, també s'havia fet servir per fer formigó, sobretot per fonaments.

### Aigua
L'aigua és un compost químic que barrejat amb el ciment inicia reaccions químiques que provoquen la transformació dels components i el seu enduriment. Atès que l'aigua no es troba pura a la natura ni a les fonts habitualment disponibles, no totes les aigües poden servir per fer formigó, sinó que les que portin dissoltes substàncies perjudicials per al formigó en quantitats excessives no poden ser emprades. Per aquest motiu les diferents normes obliguen a fer anàlisis de l'aigua que s'emprarà per fer formigó, si bé permeten estalviar-se'ls quan hi ha experiència en l'ús d'aquell tipus d'aigua. El que és el cas, per exemple l'aigua de l'aixeta de la majoria de ciutats. Així, la norma EHE prescriu límits pel pH, el contingut de sulfats, el total de substàncies dissoltes, els hidrats de carboni i les substàncies orgàniques solubles en èter.
També cal tenir en compte que algunes substàncies presents a l'aigua, poc o gens perjudicials per al formigó, poden ser perjudicials per a l'acer, com és el cas dels clorurs, de manera que certes aigües, com l'aigua de mar (amb una gran quantitat de clorur de sodi o sal comuna) s'admeten únicament per a preparar formigons que no hagin de dur armadures (o sigui, s'admeten per formigó en massa però no per formigó armat ni per formigó pretesat). Tampoc és gaire convenient fer servir aigües marines o amb clorurs per pastar o curar el formigó en massa que hagi d'estar en contacte amb formigó armat, ja que els clorurs són molt mòbils i podrien passar al formigó armat.

### Additius
Els additius són les substàncies que s'afegeixen al formigó abans de l'amassat, que en canvien característiques físiques o faciliten l'aplicació.
- Airejants: Modifiquen la porositat i els buits del formigó, tallant les vies capil·lars mitjançant bombolles d'aire. Augmenten la resistència a la congelació sense augmentar la retracció.
- Anticongelants: Permeten formigonar en temps de gelades.
- Colorejants
- Fluïdificants: Modifiquen la plasticitat del formigó, fent-lo més fluid i mal·leable.
- Retardants
- Superfluïdificants

### Addicions
Les addicions són els materials inorgànics que poden ser afegits al formigó per millorar les seves característiques o donar-li'n d'especials. Les addicions poden ser puçolàniques o amb hidraulicitat latent.

## Posada en obra o formigonat
S'entén per adormiment del formigó el moment en què deixa de tenir una consistència entre fluida i pastosa i passa a ser sòlid. El procés que s'inicia aleshores és l'enduriment, amb el qual el formigó guanya resistència. Per a la posada en obra s'empren uns motlles anomenats encofrats que normalment es retiren posteriorment,o es fa servir encofrat perdut. El vibrat del formigó en disminueix momentàniament el fregament intern i, per tant, facilita l'emmotllat.

## Característiques físiques
Valors aproximats.
- Resistència a la compressió: de 150 a 500 kg/cm2 (15 a 50 MPa) pel formigó ordinari. Actualment existeixen formigons especials de fins a 2000 kg/cm2 (200 MPa).
- Densitat: al voltant de 2350 kg/m3
- Resistència a la tracció: en general menyspreable, de l'ordre d'una desena part de la resistència a la compressió.
- Temps d'adormiment: aproximadament dues hores.
- Temps d'enduriment: progressiu, en funció de molts paràmetres. En 24 o 48 h la meitat de la resistència a llarg termini, en una setmana 3/4 parts i en 4 setmanes pràcticament la resistència total.

Com a dada curiosa, cal remarcar que el formigó es dilata i es contrau a la mateixa velocitat que l'acer, per tant resulta molt útil el seu ús simultani en la construcció.

## Principals paràmetres per al disseny i control del formigó estructural
L'enginyer, a l'hora de dissenyar un determinat formigó estructural i en el moment de controlar-lo, utilitza un nombre limitat de paràmetres significatius, com són la resistència característica, la consistència, la mida màxima de grànul de l'àrid, el tipus d'ambient (o classe d'exposició), la relació d'aigua-ciment i el contingut de ciment.
Així, per exemple, la normativa espanyola permet la tipificació d'un formigó en un projecte constructiu i assenyala únicament el tipus de formigó (en massa, armat o pretesat), la resistència característica, la consistència, la mida màxima de grànul de l'àrid i el tipus d'ambient (o classe d'exposició), perquè la normativa ja limita el valor dels altres dos paràmetres (la relació aigua-ciment i el contingut de ciment) en funció del tipus de formigó i el tipus d'ambient.

### Resistència característica
En establir al projecte i en verificar a l'obra un determinat valor de resistència es pretén assegurar que el formigó col·locat resistirà les càrregues previstes, amb una certa probabilitat. El valor que s'utilitza per això és anomenat «resistència característica». Convencionalment s'ha establert com a resistència característica el valor de la resistència a compressió a 28 dies amb un 95% de confiança, determinada d'acord amb un assaig normalitzat. El percentatge de confiança assenyalat significa que aquest és el valor que s'espera que superin el 95% de les mostres assajades.
Com que el valor real de la resistència característica és difícil (si no impossible) de determinar, a l'obra generalment s'estima aquest valor a partir dels resultats d'un nombre limitat d'assajos; la normativa proposa procediments i fórmules per a realitzar aquesta estimació. El valor obtingut d'aquesta estimació rep el nom de resistència característica estimada.
D'acord amb la normativa, per acceptar un lot (part de l'obra controlada conjuntament) s'ha de complir que el valor de la resistència característica estimada del lot sigui igual o superior al 90% del valor de la resistència característica exigida al projecte.L'assaig de compressió normalitzat s'executa sobre cilindres d'assaig de 15 cm de diàmetre per 30 cm d'alt. La resistència característica considerada en projecte per als formigons estructurals ha de ser superior a 20 MPa en formigons en massa i superior a 25 MPa en formigons armats o pretesats.

### Consistència

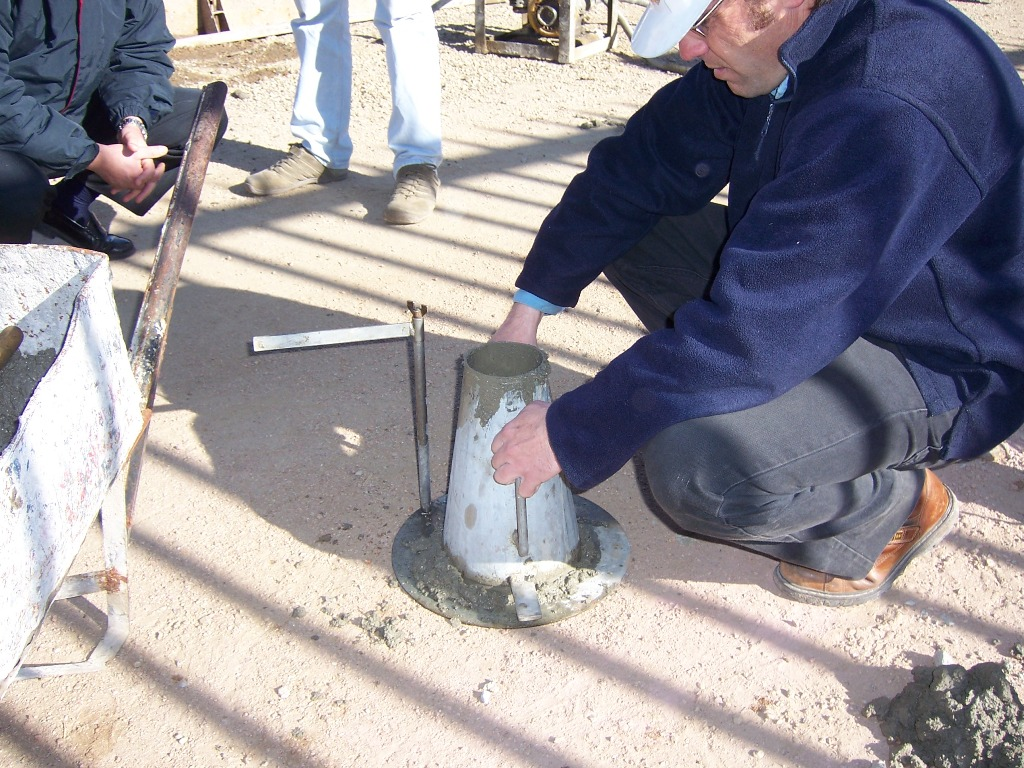
El con d'Abrams determina la consistència del formigó

Establint i controlant el tipus de consistència es pretén aconseguir que, amb els mitjans de col·locació i compactació previstos, el formigó ompli completament els motlles i envolti completament les armadures, sense formar buits.
Els tipus de consistència establerts són: seca (S), plàstica (P), tova (B) i fluida (F). Entre parèntesis s'ha assenyalat la sigla que identifica cada tipus de consistència d'acord amb la normativa espanyola.
La consistència d'un formigó es verifica a l'obra mesurant en centímetres l'assentament del formigó en el con d'Abrams, d'acord amb la relació següent: seca (de 0 a 2 cm), plàstica (de 2 a 6 cm), tova (de 5 a 10 cm) i fluida (de 8 a 17 cm). Els intervals anteriors se superposen perquè inclouen una certa tolerància i l'objectiu és verificar la consistència establerta en projecte, i no determinar-la.

### Mida màxima de l'àrid
S'anomena mida màxima d'un àrid a la mínima obertura de tamís pel qual passa més del 90% en pes de l'àrid. Segons la normativa espanyola, a més de la condició anterior, pel tamís d'obertura doble hi ha de passar el 100%.
En la normativa espanyola aquest paràmetre es designa amb la lletra dé majúscula "D".
Establint una mida màxima per als grànuls de l'àrid es pretén assegurar que durant el formigonament l'àrid passa sense dificultat entre les barres d'acer que formen l'armadura, sense quedar-hi encallat. S'evita així la formació de buits.
La mida màxima de l'àrid s'ha d'establir en fase de projecte perquè condiciona la distància mínima entre barres, el recobriment mínim de les barres (distància d'una barra a un parament o encofrat) i la dimensió mínima de la peça.
La pràctica ha establert que la mida màxima de l'àrid no pot superar el 80% de la distància entre barres i que, com a màxim, es pot permetre fins a un 15% de grans superiors.
Per verificar a l'obra la mida màxima de l'àrid cal garbellar (tamisar) l'àrid total (mescla de l'àrid fi i del gruixut).

### Tipus d'ambient o classe d'exposició
El tipus d'ambient, també anomenat classe d'exposició, és una forma de classificar el medi on s'ha de situar l'estructura, en funció de l'agressivitat potencial cap al formigó.
Així doncs, les normatives classifiquen els possibles ambients agressius en un seguit de classes i subclasses de manera convenient per assignar després condicions particulars per al formigó que s'hi hagi d'enfrontar.
A diferència de la resta de casos, aquest paràmetre no fa referència a cap propietat del formigó, sinó de l'ambient que l'ha d'envoltar. En general, la classe d'exposició condiciona al formigó a través de relacions aigua-ciment màximes, continguts de ciment mínims, recobriments mínims i obertures màximes de fissura.
A més, segons el cas, també es pot arribar a exigir un contingut mínim d'aire oclosionat, característiques addicionals de resistència als sulfats o a l'aigua de mar, resistències mínimes, duresa mínima de l'àrid fi, contingut màxim de ciment, etc.

### Relació aigua/ciment
La relació aigua/ciment és el quocient entre la quantitat d'aigua i la quantitat de ciment utilitzats per confeccionar el formigó. Teòricament, la relació aigua/ciment estrictament necessària per permetre la hidratació completa de certa quantitat de ciment és de 0.27. No obstant això, per augmentar la treballabilitat de la mescla, hom augmenta considerablement la proporció d'aigua per sobre d'aquest valor teòric (són habituals els valors entre 0.45 i 0.54). Malauradament, la resistència assolida pel formigó disminueix a mesura que augmentem la relació aigua/ciment, essent aquest el paràmetre que més influeix en la resistència. Així doncs, el valor que finalment exigim a aquest paràmetre és un compromís entre la resistència que necessita l'estructura i la treballabilitat necessària per construir-la. Els màxims que habitualment s'estableixen per a les relacions aigua/ciment es troben entre els 0.40 i els 0.65; varien en funció de la resistència que volem assolir, el tipus d'àrid utilitzat i el tipus de ciment utilitzats. La raó principal de la utilització dels additius superfluïdificants és precisament aconseguir una bona treballabilitat sense haver d'augmentar la relació aigua/ciment, que tant influeix en la resistència.

## Tipus de formigó
A la Instrucció Espanyola (EHE), els tipus de formigó estan tipificats segons el següent format, essent obligatori referir-se d'aquesta manera en els plànols i altres documents del projecte, així com de la fabricació i posta en obra.
```
Formigó T – R / C / TM / A
```

T: HM quan sigui formigó en massa, HA quan sigui formigó armat i HP quan sigui formigó pretesat.
R: Resistència característica del formigó expressada en N/mm².
C: Lletra inicial del tipus de consistència: S seca, P plàstica, B tova (en castellà blanda), F fluida i L líquida.
TM: Mida màxima de l'àrid expressada en mil·límetres.
A: Designació de l'ambient al qual estarà exposat el formigó.

### Morter
És la mescla de ciment, aigua i arena (àrid fi). És a dir, un formigó sense àrid gruixut.

### Formigó en massa
És el formigó que en el seu interior no conté armadures d'acer. Aquest formigó resisteix molt bé els esforços de compressió però es trenca amb facilitat a tracció.

### Formigó armat
El formigó armat és el formigó que en el seu interior sí que conté armadures d'acer, degudament calculades i col·locades. Aquest formigó és apte per resistir tant esforços de compressió com esforços de tracció. Els esforços de tracció els resistiran les armadures d'acer. És el tipus de formigó més utilitzat.

### Formigó pretensat
El formigó pretensat té en el seu interior armadures d'acer actives, és a dir, cables d'acer sotmesos a tracció. Pot ser pretensat, si l'armadura s'ha tensat abans de col·locar el formigó fresc, o post-tensat si l'armadura es tensa quan el formigó ja s'ha solidificat.

## Normativa
La Instrucción de hormigón estructural (EHE 08), és el marc normatiu que estableix els requisits a tenir en compte en el projecte i execució d'estructures de formigó a Espanya, tant en edificació com en enginyeria civil, amb l'objectiu d'assolir els nivells de seguretat adequats.